# Сульфид висмута-калия
Сульфид висмута-калия — неорганическое соединение,
комплексный сульфид калия и висмута с формулой KBiS2,
чёрные кристаллы,
не растворяется в воде.

## Получение
- Сплавление серы, висмута и карбоната калия:

{\displaystyle {\mathsf {2K_{2}CO_{3}+4Bi+9S\ {\xrightarrow {850^{o}C}}\ 4KBiS_{2}+2CO_{2}\uparrow +SO_{2}\uparrow }}}

## Физические свойства
Сульфид висмута-калия образует чёрные кристаллы
кубической сингонии,
пространственная группа F m3m,
параметры ячейки a = 0,601 нм, Z = 2.
Не растворяется в воде.